# For Your Love (album)
Albums de The Yardbirds
Having a Rave Up
(1965)
For Your Love est le premier album américain du groupe britannique The Yardbirds (l'album Five Live Yardbirds n'étant pas sorti là-bas). Il est sorti en 1965 aux États-Unis sur le label Epic Records et rassemble les premiers singles du groupe, enregistrés avec le guitariste Eric Clapton, ainsi que quelques morceaux supplémentaires, dont certains avec le remplacant de Clapton, Jeff Beck.
L'album doit son titre à la chanson For Your Love, premier tube des Yardbirds. C'est elle qui cause le départ de Clapton : déçu de la nouvelle orientation musicale pop prise par le groupe, il part former le trio Cream avec Jack Bruce et Ginger Baker.

## Pochette de l'album
Clapton, qui avait quitté le groupe quatre mois plus tôt, n'est pas représenté sur la couverture de l'album ni mentionné dans les notes de pochette. Le chroniqueur du groupe Gregg Russo note : « La couverture était en quelque sorte une blague, car Jeff Beck était assis avec humour devant un clavier qu'il n'a pas joué sur l'album. »

## Fiche technique

### Chansons
| 1. | For Your Love         | Graham Gouldman                   | 2:31 |
| 2. | I'm Not Talking       | Mose Allison                      | 2:33 |
| 3. | Putty (In Your Hands) | Kay Rogers, John Patton           | 2:18 |
| 4. | I Ain't Got You       | Calvin Carter (en)                | 2:00 |
| 5. | Got to Hurry          | Oscar Rasputin (Giorgio Gomelsky) | 2:33 |
| 6. | I Ain't Done Wrong    | Keith Relf                        | 3:39 |

| 7.  | I Wish You Would               | Billy Boy Arnold                             | 2:19 |
| 8.  | A Certain Girl                 | Naomi Neville (Allen Toussaint)              | 2:18 |
| 9.  | Sweet Music                    | Major Lance, Otis Leavill Cobb, Walter Bowie | 2:30 |
| 10. | Good Morning Little Schoolgirl | H. G. Demarais                               | 2:46 |
| 11. | My Girl Sloopy                 | Wes Farrell (en), Bert Russell               | 5:38 |

### Réédition de l'album
La réédition de l'album 2001 Ultimate Yardbirds, contient huit des onze chansons de l'album original. For Your Love a été réédité par plusieurs maisons de disques, dont JVC, Castle et Repertoire. En plus des onze titres de l'album original, la réédition Repertoire comprend 13 titres singles et de démos inédits  jamais parus avant

No.	Titre	Auteurs	Durée
- 12.	"Baby, What's Wrong" (demo)	Sonny Boy Williamson II - 2:38
- 13.	"Boom Boom" (face A allemand "Honey in Your Hips")	John Lee Hooker - 2:25
- 14.	"Honey in Your Hips" (B-side of "Boom Boom")	Relf - 2:19
- 15.	"Talkin' About You" (demo)	Chuck Berry - 1:56
- 16.	"I Wish You Would" (demo)	Arnold - 4:17
- 17.	"A Certain Girl" (demo)	Neville - 2:21
- 18.	"Got to Hurry" (demo, take 4) Gomelsky - 2:35
- 19.	"Sweet Music" (demo, take 4)	Lance - 2:28
- 20.	"Heart Full of Soul" (demo, sitar version)	Gouldman - 1:54
- 21.	"Steeled Blues" (face B de "Heart Full of Soul") Jeff Beck - 2:38
- 22.	"Paff...Bum" (version courte, face B du single allemand "Shapes of Things") Sergio Bardotti, Gianfranco Reverberi, Paul Samwell-Smith - 2:27
- 23.	"Questa Volta" (Face A de "Paff...Bum")	Mogol Audio 2, Johnny Dinamo, Roberto Satti - 2:33
- 24.	"Paff...Bum" (version plus longue, face B de "Questa Volta") 	Bardotti, Reverberi, Samwell-Smith - 2:36

### Musiciens

#### The Yardbirds
- Keith Relf : chant, harmonica, guitare acoustique sur Heart Full of Soul
- Eric Clapton : guitare solo et rythmique sauf I'm Not Talking, I Ain't Done Wrong et My Girl Sloopy
- Jeff Beck : guitare solo et rythmique sur I'm Not Talking, I Ain't Done Wrong, My Girl Sloopy, Steeled Blues et Paff...Bum
- Chris Dreja : guitare rythmique, guitare solo sur Questa Volta
- Paul Samwell-Smith : basse, chœurs, directeur musical
- Jim McCarty : batterie, chœurs

#### Musiciens additionnels
- Giorgio Gomelsky – chœurs sur "A Certain Girl"
- Brian Auger – clavecin sur "For Your Love"
- Denny Pierce – bongos sur "For Your Love"
- Ron Prentice – contrebasse sur "For Your Love", basse sur "Heart Full of Soul"
- Manfred Mann – claviers et chœurs sur "Sweet Music"
- Paul Jones – chœurs sur "Sweet Music"
- Tom McGuinness – guitare sur "Sweet Music"
- Mike Vickers – guitare sur "Sweet Music"
- Mike Hugg – vibraphone sur "Sweet Music"
- non identifié – sitar sur "Heart Full of Soul"
- non identifié – tabla sur "Heart Full of Soul"
- non identifié – claviers sur "Paff...Bum" et "Questa Volta"